# Värmlands regemente

Värmlands regementes vapen 1812–1994.

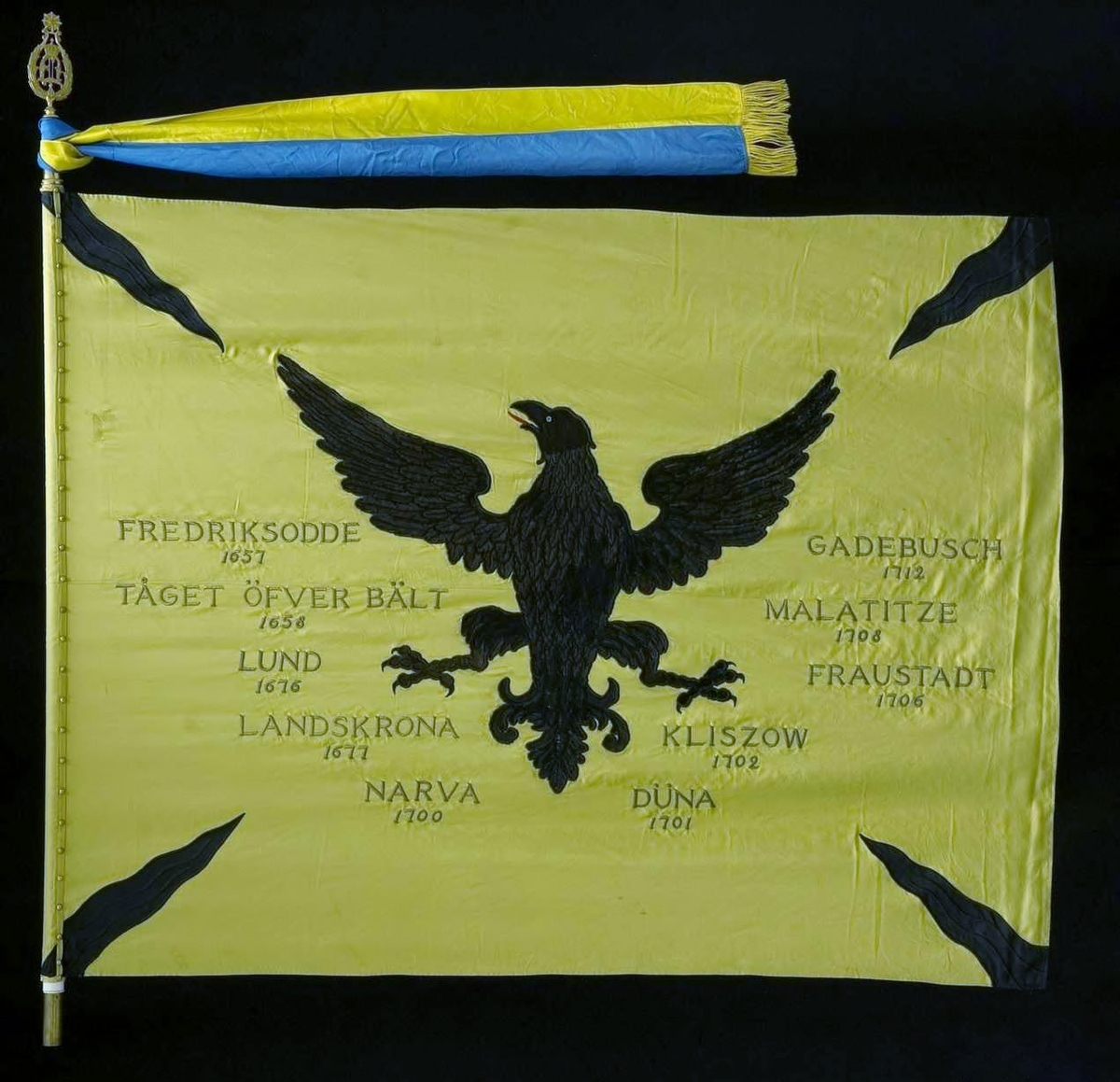
Fana m/1912 för Värmlands regemente

Värmlands regemente (I 2/Fo 52) var ett infanteriförband inom svenska armén som verkade i olika former åren 1812–2000. Förbandsledningen var förlagd i Kristinehamns garnison i Kristinehamn.

## Historia

### Bildandet
Regementet härstammar ursprungligen från fänikor som från mitten av 1500-talet sattes upp i Värmland och Dalsland, bland annat Långe Bengts fänika från 1551. År 1626 bildades Närke-Värmlands regemente som var roterat med sju kompanier i Värmland och tre i Närke. 

### Rangordningen
I 1634 års regeringsform fastställdes den svenska regementetsindelningen, där det angavs att armén skulle bestå av 28 regementen till häst och fot, med fördelningen av åtta till häst och 20 till fot. De indelta och roterande regementena namngavs efter län eller landskap, medan de värvade regementena uppkallades efter sin chef. Regeringsformen angav Närke-Värmlands regemente som det nittonde i ordningen. Dock blev det ett nummer som aldrig användes, annat än för att ange regementets plats, enligt den då gällande rangordning. År 1812 delades regementet upp i Närkes regemente och Värmlands regemente, som var roterat med åtta kompanier i Värmland.
Den rangordning som hade fastställts i 1634 års regeringsform började halta och skapa luckor efter freden i Fredrikshamn den 17 september 1809, då Finland tillföll Ryssland och de svenska regementen i Finland upplöstes. Därmed fanns det ett behov med att skapa ett nytt system. Under kronprins Karl Johans tid infördes 1816 ett nytt numreringssystem, där de svenska regementena genom en generalorder den 26 mars 1816 tillfördes ett officiellt ordningsnummer, till exempel № 22 Värmlands regemente. Till grund för numreringen låg inte bara ett regementes status, utan också de svenska landskapens inbördes ordning, samt att Svealand, Götaland och Norrland skulle varvas. De lägsta ordningsnumren tilldelades liv- och hustrupperna. Dessa nummer hade dock ingenting med rangordningen att göra, vilket bland annat framgår av gamla förteckningar där infanteri- och kavalleriförband är blandade just med hänsyn till rang och värdighet.

### Ordningsnumret
I samband med 1914 års härordning justerades 1914 samtliga ordningsnummer inom armén. För Värmlands regemente innebar det att regementet blev tilldelad beteckningen I 22. Justeringen av beteckningen gjordes för att särskilja regementen och kårer mellan truppslagen. Det med bakgrund till att namn och nummer som till exempel № 3 Livregementets grenadjärkår och № 3 Livregementets husarkår kunde förefalla egendomliga för den som inte kände till att förbanden ifråga tillhörde skilda truppslag.

### 1925 års försvarsbeslut
Inför försvarsbeslutet 1925 föreslogs det att regementet skulle avvecklas. Efter massiva protester räddades regementet kvar men reducerades till en förstärkt infanteribataljon, av så kallad Västerbottentyp. Hotet om avveckling levde dock kvar fram till försvarsbeslutet 1936, då förslaget var att avveckla regementet till förmån för att förlägga ett flygförband till Karlstad. Även denna gång så uppstod det massiva protester och förslaget ändrades till att regementet skulle reduceras till en kår. Kåren skulle bestå av en bataljon samt överta namnet från den tidigare Värmlands fältjägarkår. Som kompensation skulle Karlstad tillföras Andra lätta bombflottiljen under namnet Värmlands flygflottilj samt Flygvapnets underofficersskola. Dock kom aldrig flottiljen att förläggas till Karlstad och regementet bytte aldrig namn, men regementet förblev ett så kallat cykelregemente och bestod av endast av en bataljon fram till försvarsbeslutet 1948, då det återigen blev ett normalt infanteriregemente.
I och med genomförandet av 1925 års försvarsbeslut bröts väsentliga delar av det tidigare rangordningssystemet sönder, något som även fortsatte med 1936 års försvarsbeslut. Detta skedde genom att truppförband med höga stamnummer flyttades in i låga nummer som blivit vakanta efter avvecklade eller sammanslagna regementen och därvid även fick tillgodoräkna rang i enlighet med platsen i nummerserien. Värmlands regemente som hade ett högt stamnummer, övertog från den 1 oktober 1939 det nummer som Göta livgarde tidigare innehaft, det vill säga I 2. Beteckningen I 22 kom 1975 att tilldelas Lapplands jägarregemente.
1925 års försvarsbeslut förde med sig vissa konsekvenser i samband med utbrottet av andra världskriget. Detta då det saknades krigsförband i norra Sverige, efter att Norrbottens regemente reducerats med krigsförband. De kvarvarande krigsförbanden vid Norrbottens regemente skulle stå beredskapsvakt längs gränsen mot Norge och Finland. Den roll som Norrbottens regemente även hade, att förse Bodens fästning med infanteribesättning, övertogs av Värmlands regemente. Att Värmlands regemente fick den rollen, medförde även att man efter 1948 års försvarsbeslut blev ett så kallat enbrigadsregemente. Det vill säga medan nästan samtliga infanteriregementen utbildade två infanteribrigader, kom Värmlands regemente enbart stå för en infanteribrigad.

### OLLI-reformen
I samband med OLLI-reformen, vilken genomfördes inom försvaret åren 1973–1975, sammanslogs Värmlands regemente med Karlstads försvarsområde (Fo 52), som med sammanslagningen bytte namn till Värmlands försvarsområde. Från den 1 juli 1973 bildades försvarsområdesregementet I 2/Fo 52. Detta medförde att inom Värmlands försvarsområde blev Värmlands regemente ett A-förband (försvarsområdesregemente), Bergslagens artilleriregemente (A 9) blev ett B-förband (utbildningsförband). Värmlands regemente fick därmed det samlade mobiliserings- och materialansvaret inom försvarsområdet och B-förbanden svarade endast som ett utbildningsförband.

### 1974 års regeringsform
I samband med att 1974 års regeringsform trädde i kraft den 1 januari 1975, ändrades namnet från Kungliga Värmlands regemente till enbart Värmlands regemente. Samtidigt fråntogs Konungen den formella rollen som högste befälhavare för krigsmakten, vilket även kom att gälla rollen som förbandschef över gardesförbanden. Från den 1 januari 1975 kvartsod monarken enbart som hederschef över gardesförbanden.

### Försvarsbesluten
Inför försvarsbeslutet 1977 utredde regeringen en avveckling av Värmlands regemente och Hallands regemente, då deras utredning visade på att de båda regementen inom infanteriet hade de sämsta utbildningsbetingelserna, genom att deras skjutfält var otillräckliga för avsedda ändamål. Dock ansåg regeringen att en avveckling av Värmlands regemente stred mot dess regionalpolitik. Därför kom regeringen i försvarsbeslutet föreslå att mark till ett nytt skjutfält skulle anskaffas.
Inför försvarsbeslutet 1992 föreslog regeringen rationaliseringar av utbildningen av infanteribrigaderna, bland annat genom att samlokalisera förband inom samma stad eller län. Regeringen föreslog för riksdagen att Värmlandsbrigaden, vilken i huvudsak producerades vid Värmlands regemente (I 2/Fo 52), skulle samlokaliseras med Bergslagens artilleriregemente (A 9) i Kristinehamn. Vidare föreslogs även att krigsorganisationen skulle spegla fredsorganisationen. Därmed föreslogs att brigaden vid regementet skulle avskiljas från regementet och bilda ett självständigt kaderorganiserat krigsförband inom Mellersta militärområdet (Milo M). Regementets nya organisationen trädde i kraft den 1 juli 1994. Utbildningsverksamheten överfördes till Värmlandsbrigaden vilken avskildes från regementet. Regementet kom därefter bland annat att omfatta en försvarsområdesstab, depåverksamhet, skjutfältsdetalj och hemvärns- och frivilligdetalj.
I januari 1996 fick försvarsområdesstaben vid regementet, tillsammans med försvarsområdesstaben vid Livregementets grenadjärer, i uppgift att utreda möjligheter till samordna berörda försvarsområdens verksamheter. Utredningen gick under arbetsnamnet Fo B(ergslagen), men ledde aldrig till önskat resultat, det vill säga en sammanslagningen av Värmlands försvarsområde och Örebro försvarsområde. Riksdagen fastställde genom försvarsbeslutet 1996 att försvarsområdesstaben skulle kvarstå i Örebro.

### Regementets nedläggning
Inför försvarsbeslutet 2000 föreslog regeringen i sin propositionen för riksdagen att den taktiska nivån bör reduceras genom att fördelnings- och försvarsområdesstaber samt marinkommandon och flygkommandon skulle avvecklas för att utforma ett armétaktiskt, ett marintaktiskt och ett flygtaktiskt kommando vilka skulle samlokaliseras med operationsledningen. Förslaget innebar att försvarsområdesstaben vid Värmlands regemente skulle avvecklas. Vidare föreslog regeringen i propositionen att de fem infanteribrigaderna IB 1, IB 2, IB 12, IB 16 och NB 13 skulle avvecklas då regeringen ansåg att bibehålla dem skulle kräva omfattande investeringar för att kunna utgöra enheter för mekaniserad utbildning. Vidare ansågs att deras övnings- och skjutfält i vissa fall var begränsande. Dock kan konstateras att regementet förvaltade tre stora övnings- och skjutfält, något ingen annat förband vid denna tid kunde uppvisa. Beslutet medförde att regementet med brigaden kom att avvecklas den 30 juni 2000. Från den 1 juli 2000 övergick verksamheten till en avvecklingsorganisation, fram till att avvecklingen skulle vara slutförd senast den 31 december 2001. Avvecklingsorganisationen upplöstes i sin tur den 30 mars 2001, då avvecklingen av förbandet var slutförd.
I oktober 2000 deltog 15 värnpliktiga värmlänningar och cirka 25 officerare från brigaden i övningen "Baltic Eagle" i Riga, Lettland. Övningen kom att kallas för ”brigadens sista strid” då den ägde rum exakt 300 år efter slaget vid Narva.

## Ingående enheter
Genom 1901 års härordning fastställdes att tillgång till trupp skulle regleras genom allmän värnplikt, vilket bland annat resulterade i att infanteriregementena utökades med en bataljon och kom att omfatta tre infanteribataljoner. I samband med krigsutbrottet 1914 fastställdes försvarsbeslutet 1914, vilket bland annat medförde att linjeregementet I 22 organiserades och mobiliserades. I likhet med övriga infanteriregementen skulle också ett reservregemente sättas upp, dock kom dessa aldrig att mobiliseras. Vidare infördes en brigadorganisation inom armén, där två infanteriregementen bildade en brigad. I 13 tillsammans med I 22 bildade 10. infanteribrigaden, ingående i V. arméfördelningen. Genom försvarsbeslutet 1925 reducerades försvaret kraftigt. Bland annat så utgick reservregementena samt att antalet arméfördelningar reduceras med två. Vidare reducerades samtliga infanteriregementen med en bataljon och kom att från den 1 januari 1928 bestå av två infanteribataljoner. De tidigare linjeregemente ersattes samtidigt med begreppet fältregemente. Som en följd av försvarsnedskärningarna under slutet av 1920-talet, kunde regementet vid krigsutbrottet 1939 endast mönstra två bataljoner, dock var dessa inte helt fulltaliga eller rustade. I den nya organisationen kom regementet underställas chefen för Västra arméfördelningen. Genom försvarsbeslutet 1942 stärktes dock försvarets krigsorganisation, vilket bland annat medförde att infanteriregementena tillfördes en tredje bataljon, samt att i stort sett samtliga kom att sätta upp två fältregementen. Dels det ordinarie regementet, men sen ett helt nytt som blev ett så kallat dubbleringsregemente. Värmlands regemente var dock tillsammans med Gotlands infanteriregemente och Norrbottens regemente tre infanteriregementen som inte kom att sätta upp ett dubbleringsregemente. I Värmlands regementes fall berodde det bland annat på att man ansvarade för förse V. militärområdesstaben med personal, men även att man vid mobilisering skulle transporteras norrut och besätta Bodens fästning med en infanteribesättning. Genom försvarsbeslutet 1948 kom fältregementena att omorganiseras till brigader.

### 10.infanteribrigaden
10. infanteribrigaden var en infanteribrigad inom V. arméfördelningen som verkade åren 1915–1927 och bestod av Dalregementet och Värmlands regemente.

### Värmlands försvarsområde
Värmlands försvarsområde (Fo 52) bildades den 1 oktober 1942 och hade sin stab lokaliserad till Karlstads garnison. Försvarsområdet både motsvarade och omfattade geografiskt hela Värmlands län. I samband med OLLI-reformen den 1 juli 1973 fick Värmlands försvarsområde gemensam stab med Värmlands regemente. Genom försvarsbeslutet 1994 omlokaliserades försvarsområdesstaben med regementet till Kristinehamns garnison. Värmlands försvarsområde upplöstes och avvecklades tillsammans med regementet den 30 juni 2000.

### Värmlandsbrigaden
Värmlandsbrigaden (IB 2) bildades 1949 genom att fältregementet Värmlands regemente (I 2) omorganiserades till brigad. Brigaden var regementets enda brigad och kom att organiseras efter förbandstyperna IB 49, IB 59, IB 66 IB 77R och halvvägs in i IB 2000. Den 1 juli 1994 kom Värmlandsbrigaden (IB 2) att avskiljas från regementet och blev ett kaderorganiserat krigsförband inom Mellersta militärområdet (Milo M). Brigaden avvecklades den 30 juni 2000 i samband med försvarsbeslutet 2000.

### Utbildningskompanier
I samband med att Närke-Värmlands regemente delades, drogs gränsen mellan de två regementena längs med Klarälven. Rotarna som låg öster om älven tillföll Närkes regemente. Kristinehamns kompani delades dock i två, Alsters- och Ölme kompanier. Vid 1894 års organisation tillfördes dock Alsters kompani till Värmlands regemente. Kils kompani upplöstes helt och hållet och fördelades på de andra kompanierna. Från 1994 överfördes kompanierna till Värmlandsbrigaden, som samtidigt avskiljdes från regementet. Från 2018 fick kompanierna 1–5, enligt 1894 års organisation, nya heraldiska vapen. Kompanierna är en del av det traditionsarv som Värmlandsbataljonen förvaltar. Från 2020 utbildar Västra militärregionen sina värnpliktiga vid Näs kompani i Villingsberg, där man övertog traditionerna från Värmlands regemente. Därmed är sex av regementets åtta kompanier aktiva.
| 1812–1894 1. Fryksdals kompani/Livkompaniet 2. Kils kompani 3. Jösse kompani 4. Älvdals kompani 5. Grums kompani 6. Nordmarks kompani 7. Näs kompani 8. Gillbergs kompani | 1894–1994 1. Fryksdals kompani/Livkompaniet 2. Grums kompani 3. Alster kompani 4. Älvdals kompani 5. Jösse kompani 6. Nordmarks kompani 7. Näs kompani 8. Gillberg kompani |

## Förläggningar och övningsplatser

### Förläggning
År 1913 lämnade regementet sin mötesplats på Trossnäs fält för att kasernernas i Karlstad. Den 11 januari 1913 avmarscherade soldaterna vid regementets vinterskolor i Trossnäs och blev de första som förlades till det nya kasernetablissementet i Våxnäs. Kasernetablissementet uppfördes efter 1901 års härordningsprogram efter kasernbyggnadsnämndens första serie typritningar, ritade av arkitekten Victor Bodin. Totalt uppfördes ett 130-tal byggnader inom området. Den 1 juli 1994 förlades regementet till Kristinehamns garnison och verkade där fram till att regementet avvecklades.

### Övningsplatser
Regementet hade sin övningsplats och mötesplats vid Västra fältet i Kristinehamn åren 1812–1817. År 1817 flyttades mötesplatsen till Varpnäs mo i Nors socken. År 1834 flyttades mötesplatsen Trossnäs fält, där regementet vapenövades fram till 1913. Efter att regementet flyttat in till Karlstad kom regementet att vapenövas vid Norra fältet i anslutning till regementet. Under 1950-talet anlades Örnäs skjutfält, norr om Kil, ett skjutområde på cirka 350 ha till regementet. År 1975 beslutades om att ett nytt övningsfält skulle skapas norr om Molkom. Åren 1979–1984 köpts mark in till fältet som fick namnet Horssjöns skjutfält. När regementet flyttade till Kristinehamn tillkom förvaltningsansvar över ett närövningsfält i Kristinehamn samt Villingsbergs skjutfält. Den 1 januari 1998 övertog även regementet förvaltningsansvaret över Älvdalens skjutfält.

## Heraldik och traditioner
Regementets sista chef var överste Björn Tomtlund som samtidigt var chef för brigaden som vid avslutningsceremonin den 30 juni 2000 förklarade "Härmed förklarar jag Värmlands regemente och Värmlandsbrigaden för nedlagda". Regementets och brigadens traditioner överfördes vid avvecklingen till Värmlandsgruppen. Värmlandsgruppen kom genom försvarsbeslutet 2004 att avvecklas den 30 juni 2005 och uppgick i Livregementets grenadjärgrupp den 1 juli 2005. I samband med denna omorganisation namnändrades Livregementets grenadjärgrupp till Örebro-Värmlandsgruppen, och Värmlands regementes traditioner kom att föras vidare av Tingvalla hemvärnsbataljon, som under senare tid går under namnet Värmlands hemvärnsbataljon och är en av två bataljoner inom Örebro-Värmlandsgruppen. Från 1 juli 2012 förs traditionerna vidare av Värmlands hemvärnsbataljon. 

### Förbandsfanor
Efter att regementet bildades 1812 tilldelades en livfana och fem bataljonsfanor av 1814 års modell. Den 12 juli 1849 tilldelades regementet två nya fanor för 1. bataljonen och 2. bataljonen. Fanöverlämningen gjordes av kung Oscar I. År 1913 restaurerades fanan och tillfördes samtidigt med ytterligare segernamn. Den 13 maj 2000 tilldelades regementet sin sista fana, då Kjell Koserius, militärbefälhavare för Mellersta militärområdet (Milo M). Från 1994 fördes fanan av både regementet och brigaden. Från den 1 juli 2000 kom fanan att föras av Värmlandsgruppen, och från 1 juli 2005 av Värmlandsbataljonen ingåendes i Örebro-Värmlandsgruppen.
I samband med Kronprinsessan Victorias bröllop den 19 juni 2010 samlades Försvarsmaktens samtliga fanor inför en officersfanvakt, där Värmlands regementes fana kom att föras av kapten Thomas Swahn.

### Kamratförening
Vid Värmlands regemente bildades 1936 kamratföreningen Värmlands regemente kamratförening, vilken är en ideell förening och har som syfte att länk mellan personal som tjänstgjort som anställd eller värnpliktig vid Värmlands regemente, vidare vårdar föreningen förbandets minne och traditioner.

### Minnesstenar
I samband med avslutningsceremonin restes en minnessten vid Kristinehamns garnison, regementet har även en minnessten på kasernhöjden i Karlstad framför kanslihuset, vilken restes i samband med att regementet 1913 förlades till kasernetablissementet. Den 6 augusti 1921 restes en minnessten Trossnäs i Nor, som ett minne över tiden i Trossnäs. På fältvägen i Kristinehamn har regementet sin första minnessten, där regementet hade sin övningsplats fram till 1816.

### Musikkår
Regementets musikkår, ombildades 1971 till regionmusikavdelning, låg till grund för Karlstads orkesterförening, som bildades 1920. Musikkårens traditioner förvaltades från 1976 av Hemvärnets musikkår i Värmland. Se även Värmlandsoperan.

### Utmärkelsetecken
År 1941 instiftades Kungl. Värmlands Regementes (I 2) idrottsbelöningsmedalj i guld/silver/bronns (VärmlregidrGM/SM/BM). År 1994 instiftades Värmlands regementes förtjänsttecken i guld (VärmlregGFt). I samband med avvecklingen tilldelades de 150 officerarna, vid brigaden och regementet, Värmlands regementes (I 2) och Värmlandsbrigadens (IB 2) minnesmedalj i silver. Bandets färger är baserat på förbandets traditionsfärger och är tillverkad av förgyllt silver.

### Vänförband
- Norra Karelens brigad, Finland[2]
- Brigad 5, Elverum, Norge[2]
- King's Own Scottish Borderers, Storbritannien[2]

## Förbandschefer
Regementschefer verksamma vid regementet åren 1812–2000.

- 1812–1840: Carl Cederström
- 1840–1856: Otto August Malmborg
- 1856–1859: Olof Abraham Bruncrona
- 1859–1864: Johan Henrik Rosensvärd
- 1864–1881: Anders Laurentius Theodor Wijkander
- 1877–1880: Johan Henrik Lemke (tf.)
- 1881–1892: Helmer Falk
- 1892–1900: Ernst August Winroth
- 1901–1911: Carl Otto Nordensvan
- 1911–1917: Arvid Emil Uggla
- 1918–1927: Axel Gustaf Adolf Leijonhufvud
- 1928–1935: Claës Axel Klingenstierna
- 1935–1939: Thord Richard Evers
- 1939–1951: Fredrik Grevillius
- 1951–1953: Regner Niels C:son Leuhusen
- 1953–1961: Sven Holmberg
- 1961–1969: Carl-Gustaf Henrik Gideon Linnell
- 1969–1980: Per Sune Wallin
- 1980–1989: Ulf Ling-Vannerus
- 1989–1994: Dan Snell
- 1994–2000: Yngve Johansson
- 2000–2000: Björn Tomtlund

## Namn, beteckning och förläggningsort
| Kungl Värmlands regemente | 1812-06-08 | – | 1974-12-31 |
| Värmlands regemente       | 1975-01-01 | – | 2000-06-30 |
| Avvecklingsorganisation   | 2000-07-01 | – | 2001-03-31 |

| № 22      | 1816-03-26 | – | 1914-09-30 |
| I 22      | 1914-10-01 | – | 1939-09-30 |
| I 2       | 1939-10-01 | – | 1973-06-30 |
| I 2/Fo 52 | 1973-07-01 | – | 2000-06-30 |

| Kristinehamn (F)                         | 1684-??-?? | – | 1817-??-?? |
| Varpnäs mo (F)                           | 1817-??-?? | – | 1834-??-?? |
| Trossnäs fält (F)                        | 1834-??-?? | – | 1913-??-?? |
| Karlstads garnison (F)                   | 1913-10-01 | – | 1994-06-30 |
| Karlstads övnings- och skjutfält (Ö)     | 1913-10-01 | – | 1994-06-30 |
| Hammarön (Ö)                             | 1939-10-01 | – | 1963-??-?? |
| Kristinehamns garnison (F)               | 1994-07-01 | – | 2001-03-31 |
| Kristinehamns övnings- och skjutfält (F) | 1994-07-01 | – | 2001-03-31 |
| Örnäs skjutfält (Ö)                      | 1955-??-?? | – | 1989-06-30 |
| Horssjöns skjutfält (Ö)                  | 1985-04-25 | – | 2000-06-30 |
| Villingsbergs skjutfält (Ö)              | 1994-07-01 | – | 2000-06-30 |
| Älvdalens skjutfält (Ö)                  | 1998-01-01 | – | 2000-06-30 |

## Galleri

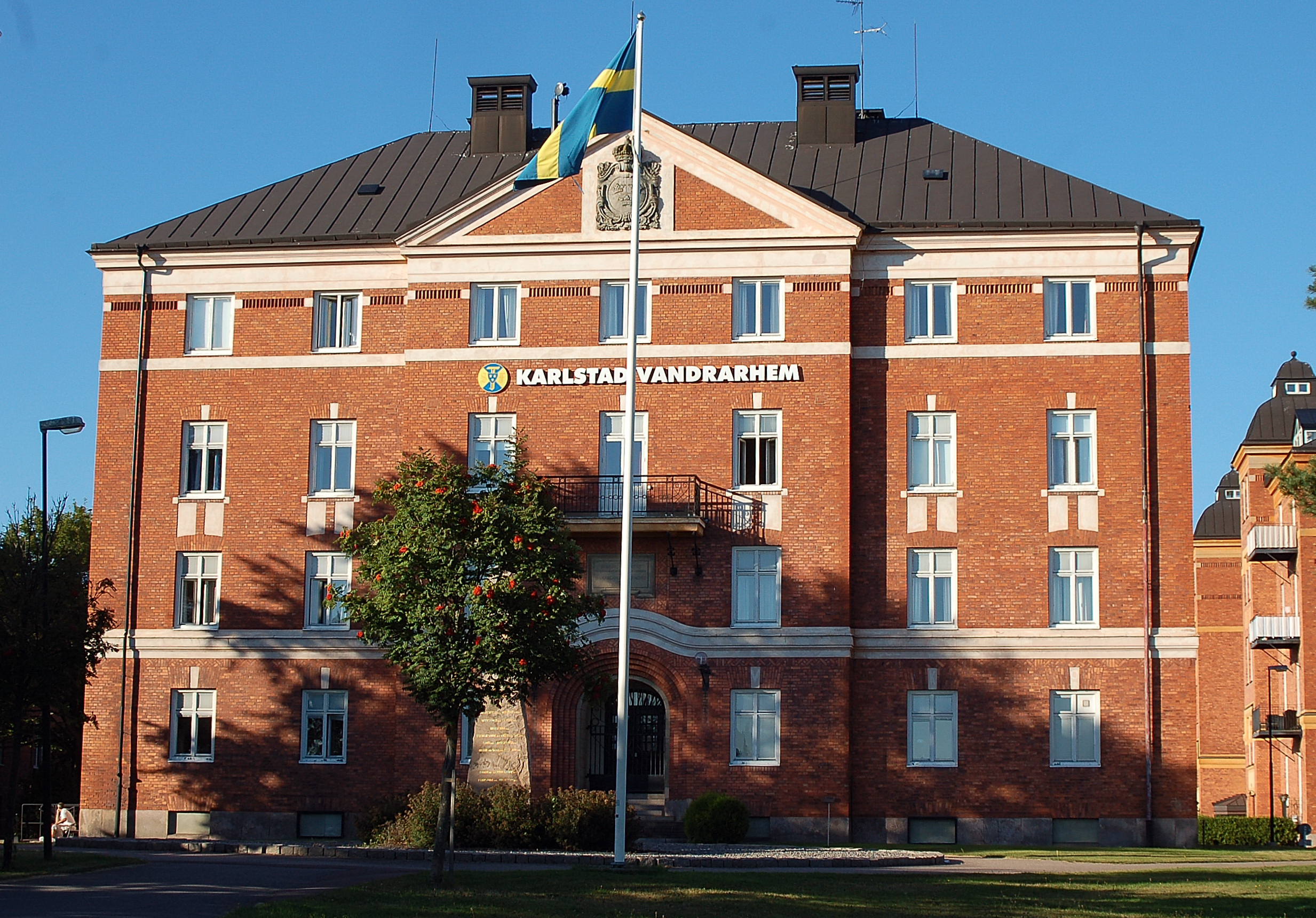
Regementes kanslihus i Karlstad.
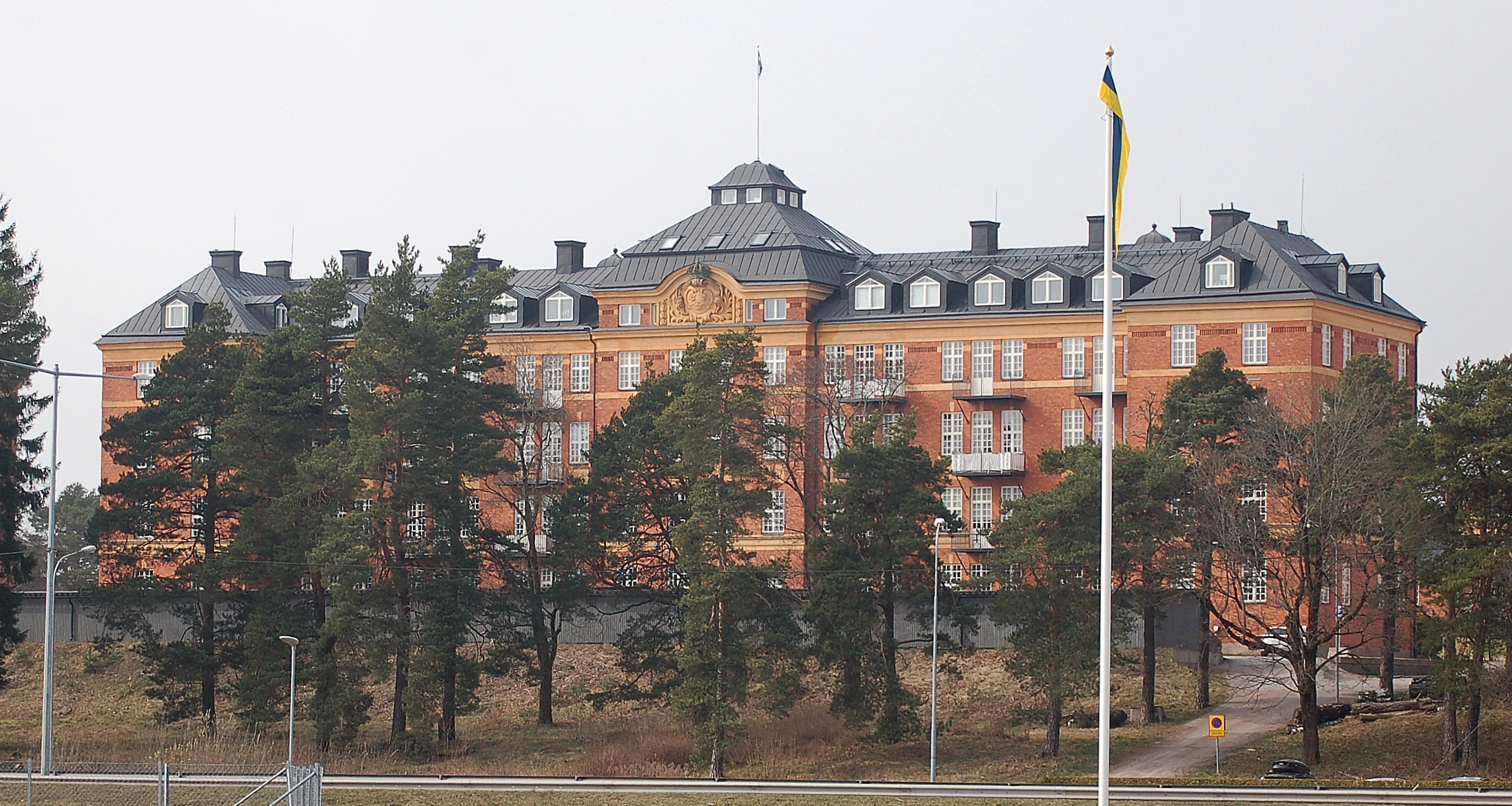
Kasern 2 i Karlstad
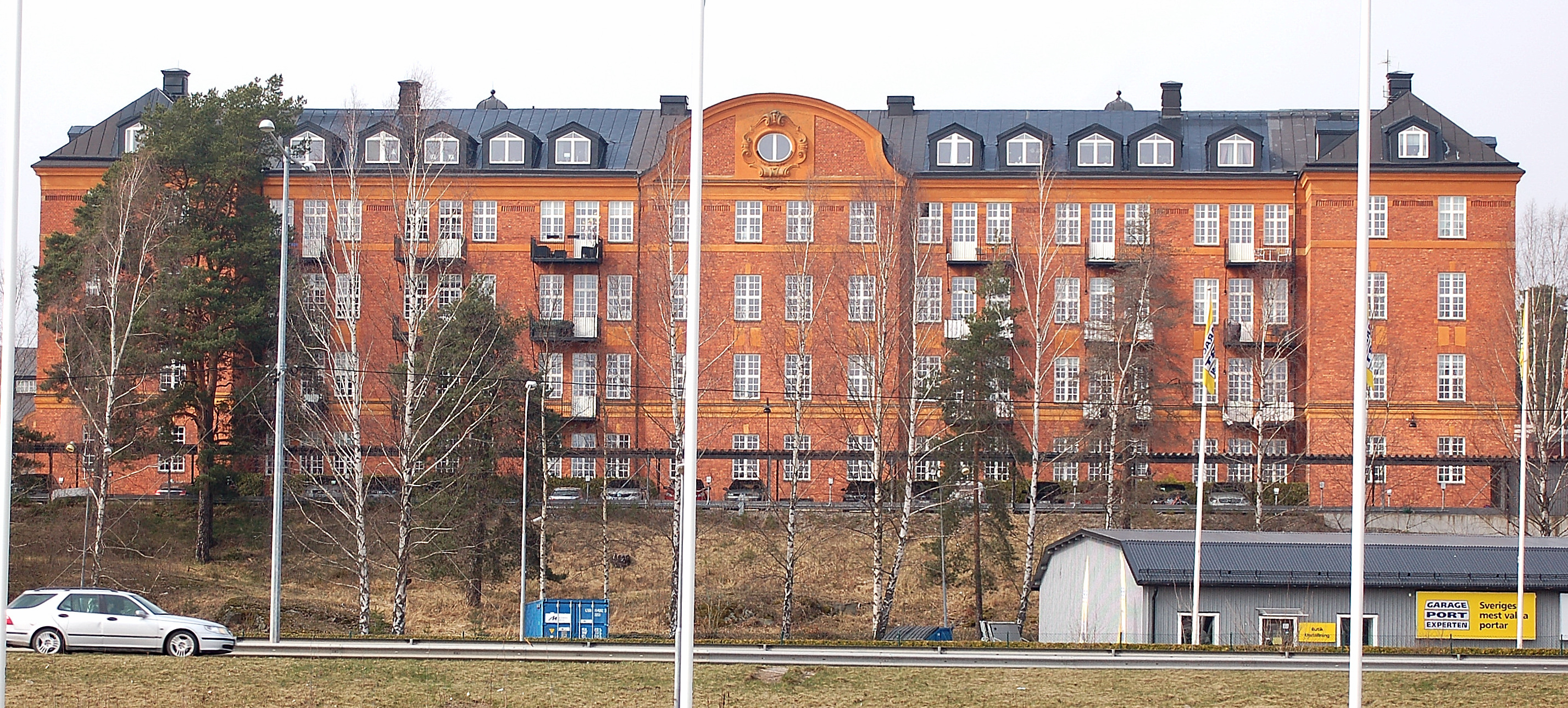
Kasern 3 i Karlstad
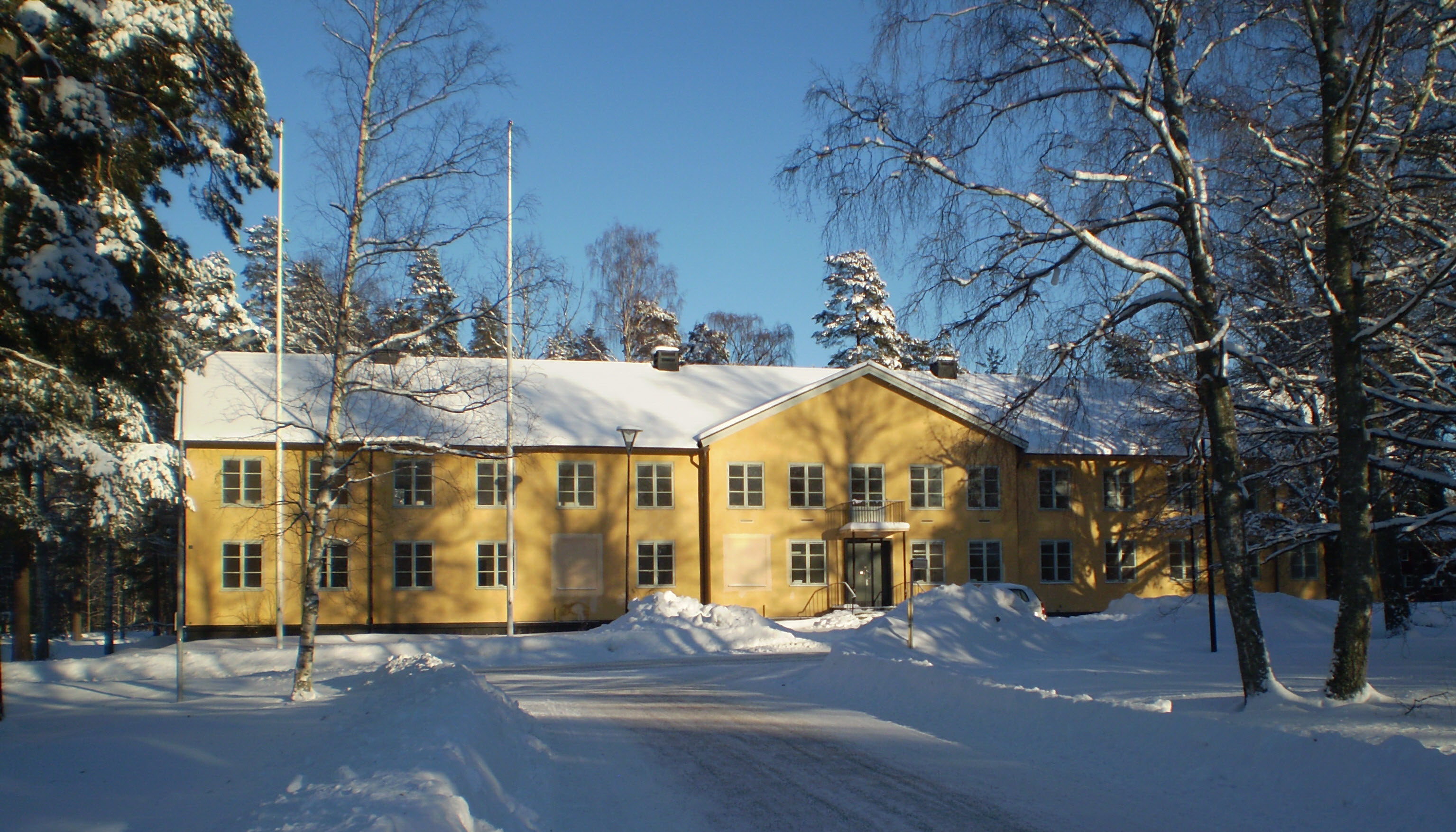
Regementes kanslihus i Kristinehamn.
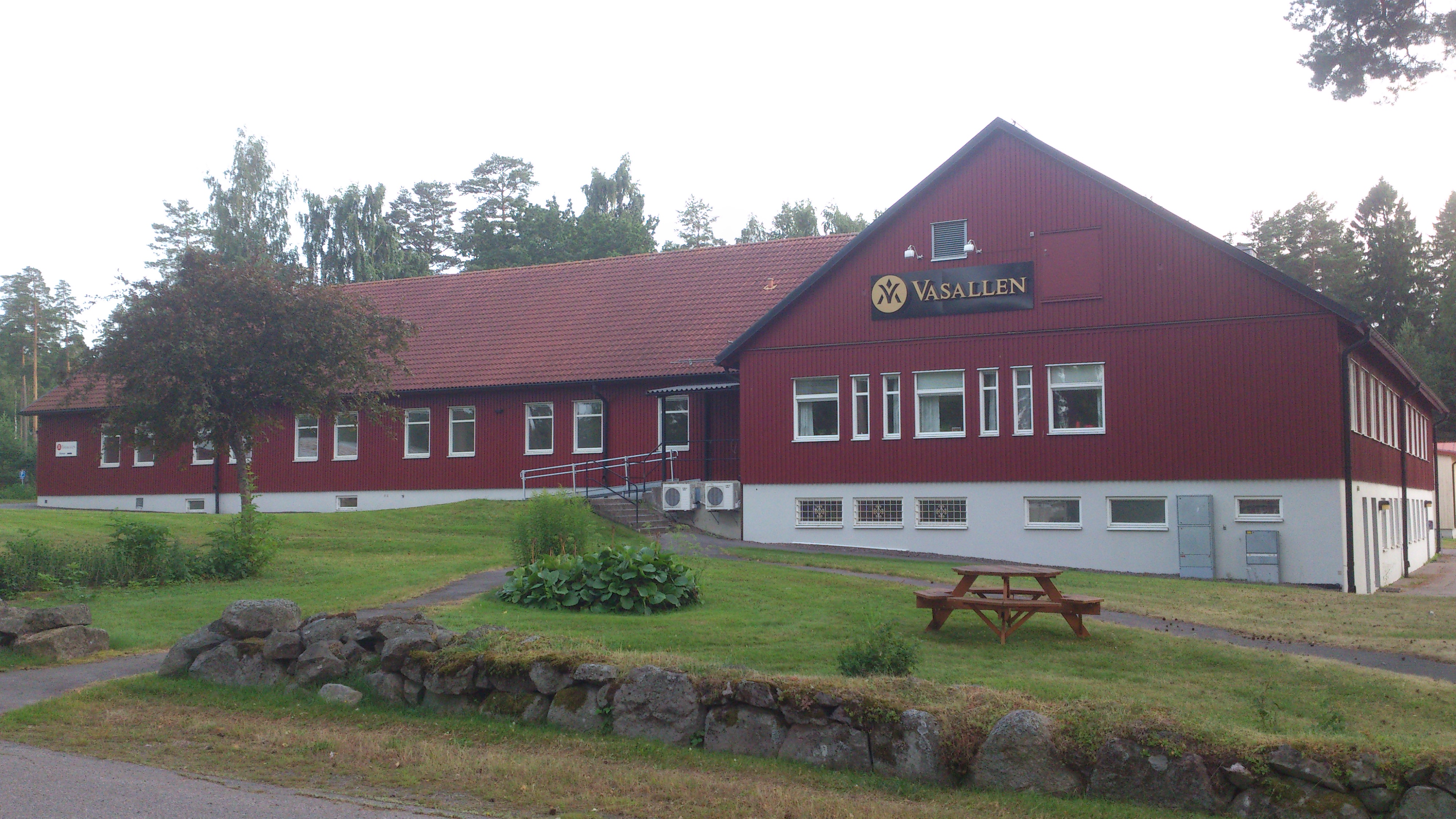
Stabsbyggnad i Kristinehamn.
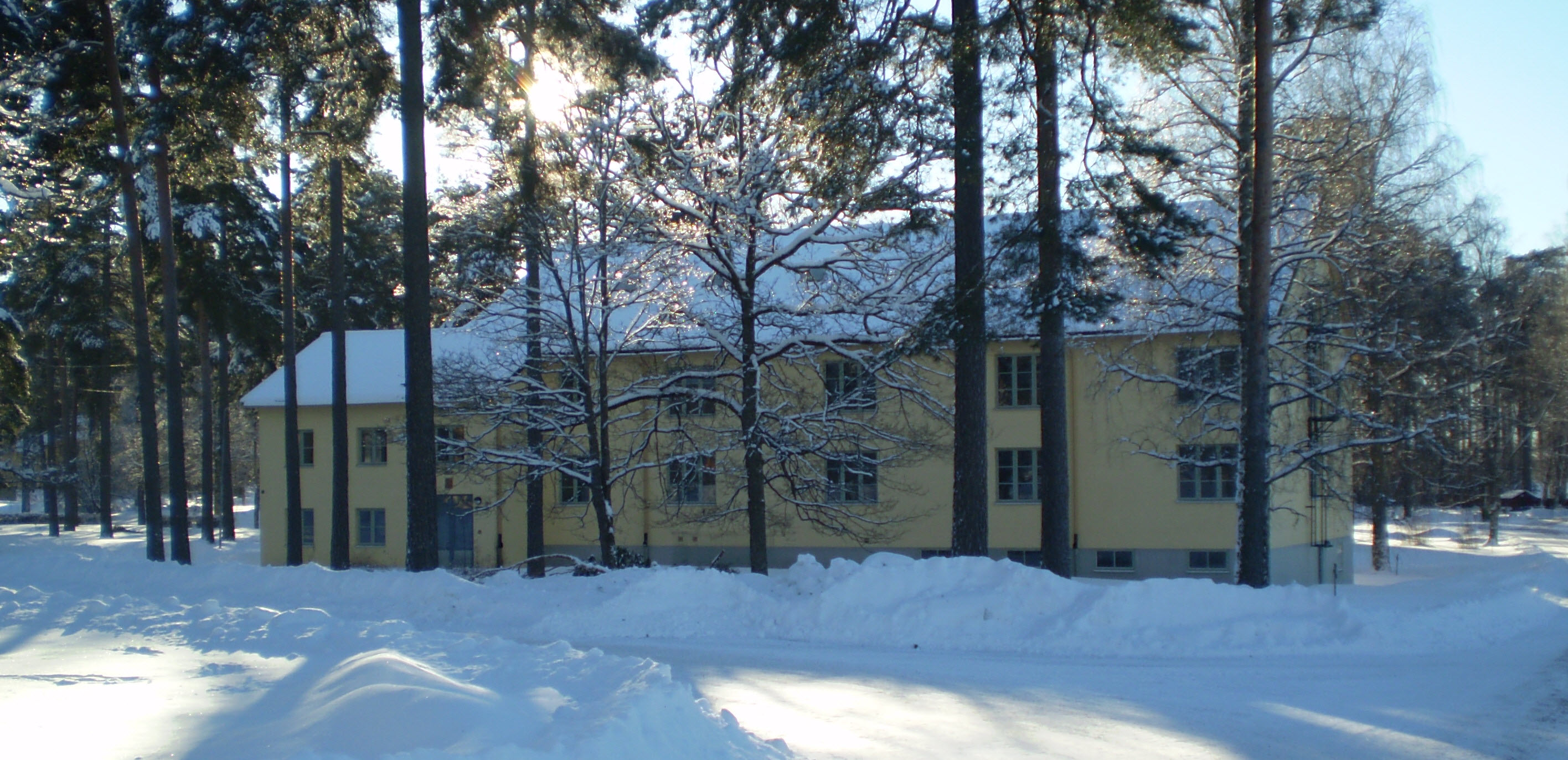
Kasern 1 - Kopparberg i Kristinehamn.
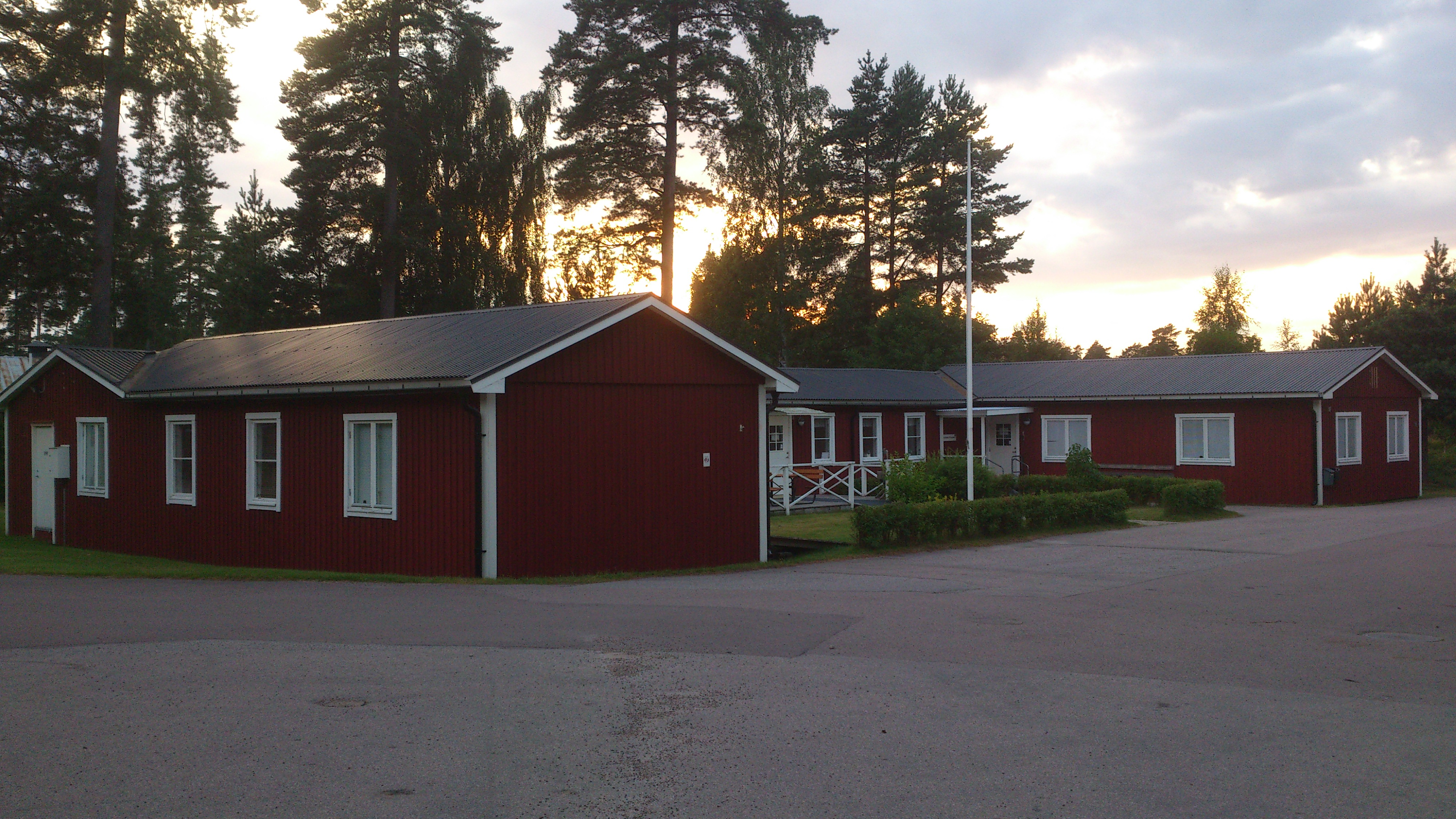
Stabsbyggnad i Kristinehamn.
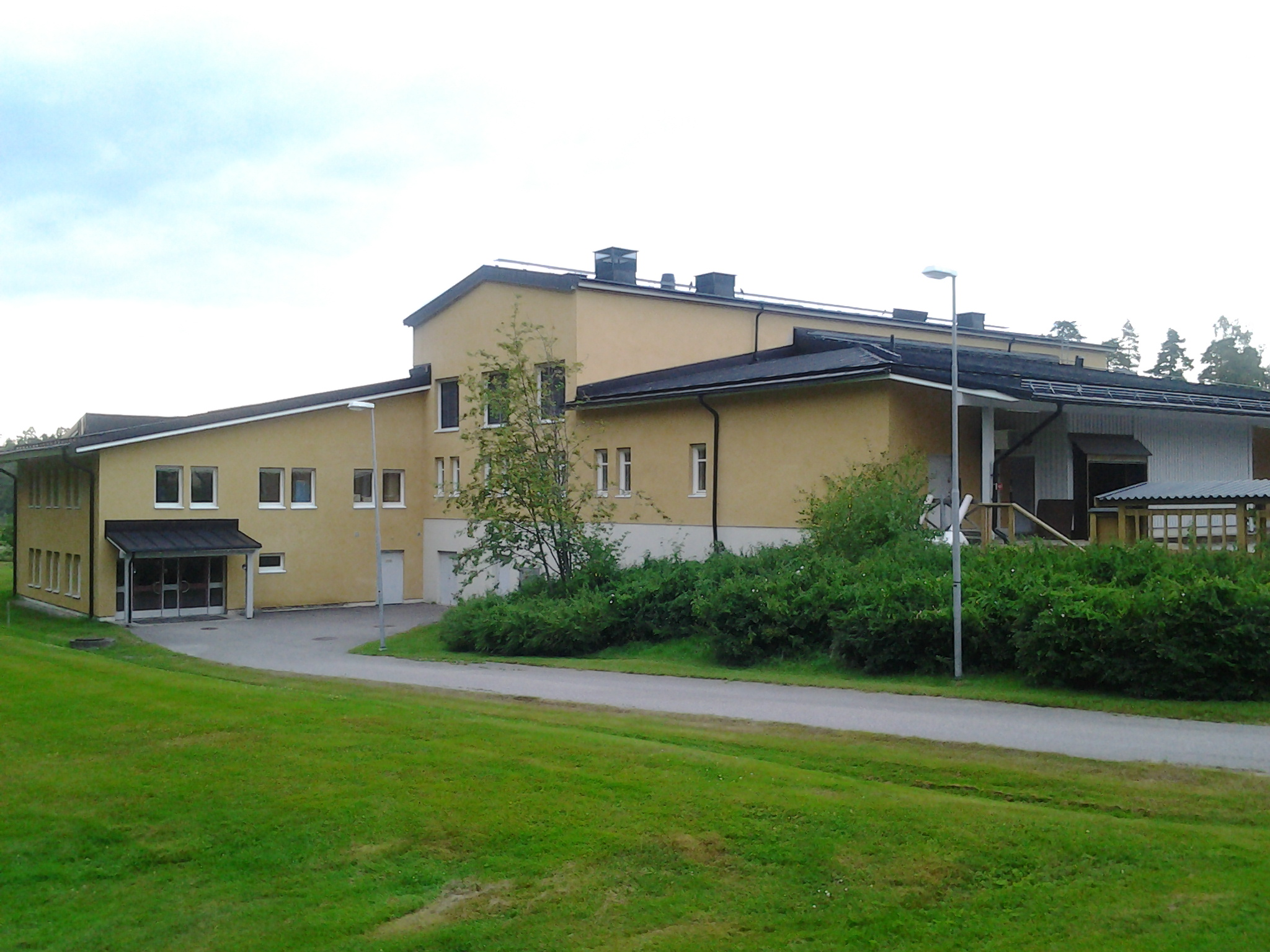
Värnpliktsentrén till matsalen Krongården
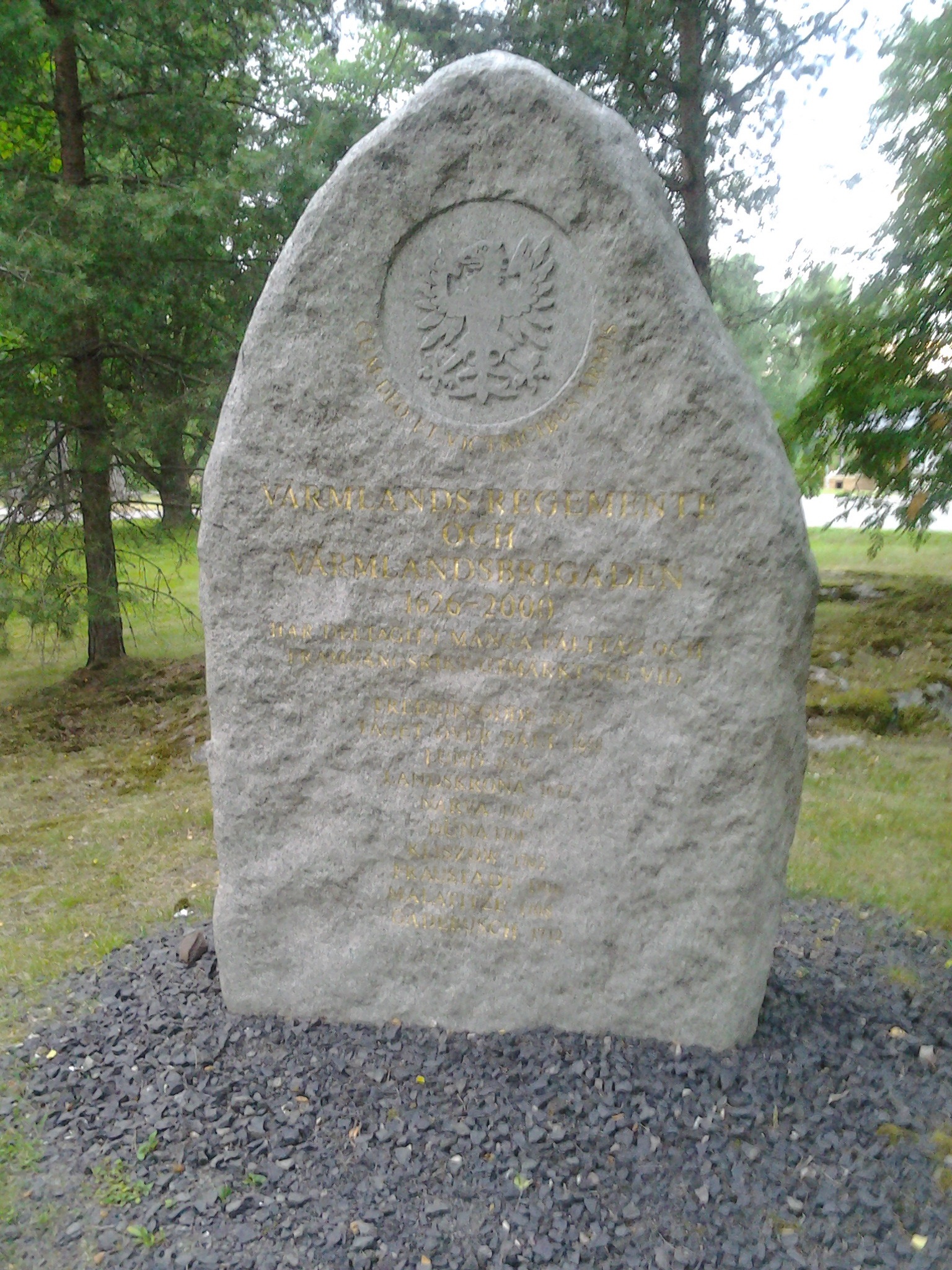
Minnessten i Kristinehamn över regementet och brigaden
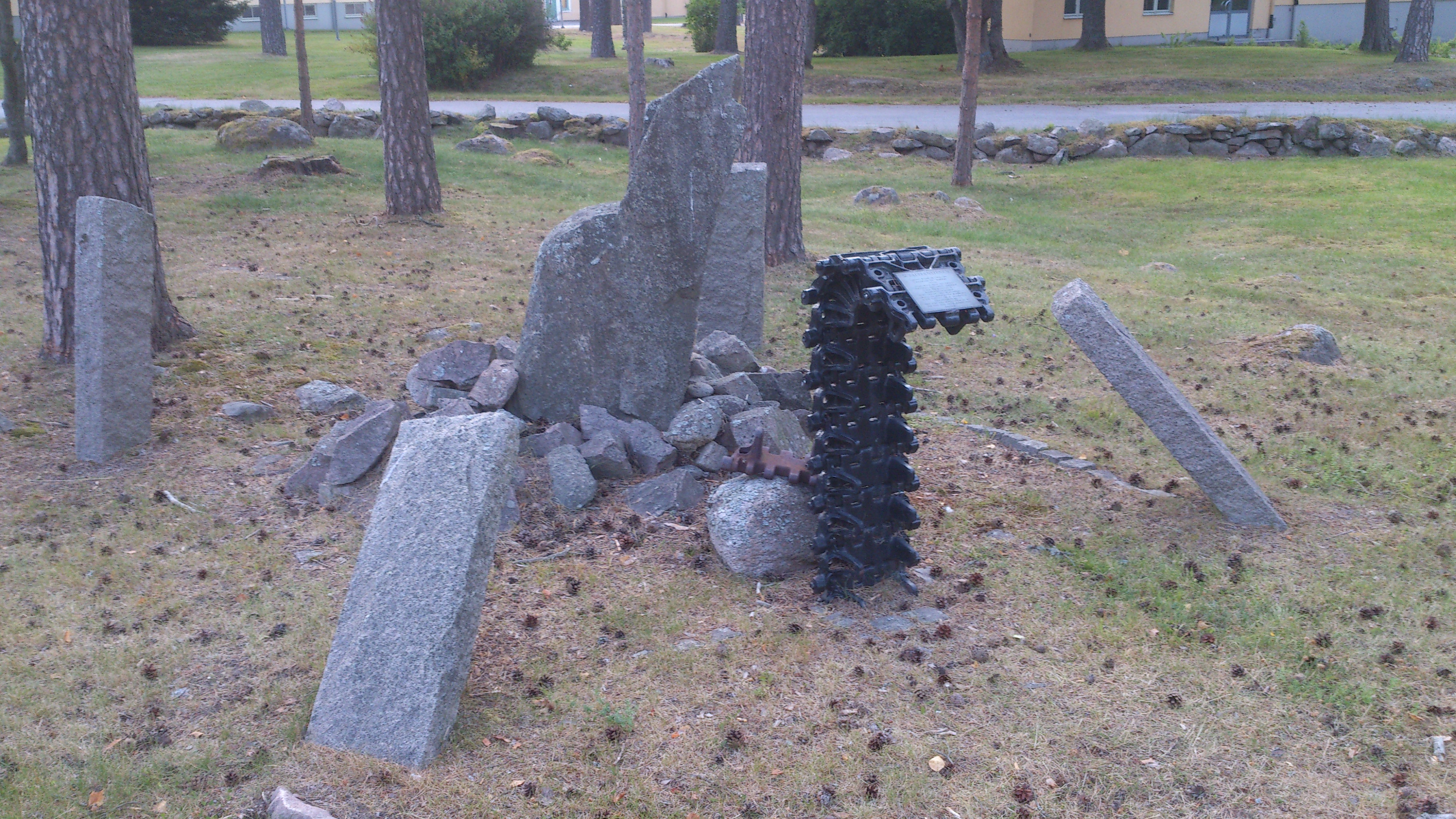
Subalternstenen utanför Värmlandsbrigadens stabsbyggnad i Kristinehamn.

## Kända personer som gjort värnplikt på I 2
- Sven-Göran Eriksson, fotbollstränare
- Tomas Gustafson[41], f.d elitskridskoåkare (värnplikt 1978)
- Thomas Wassberg, skidåkare
- Lars-Olof Gävert, multisportare (värnplikt 1996-1997)
- Hasse Börjes, världsmästare skridskor
- Håkan Loob, ishockeyspelare
- Per-Inge Bengtsson, kanot
- Thomas Steen, ishockey
- Bengt-Åke Gustafsson, ishockey
- Conny Evensson, ishockey
- Bengt Andersson, kanot